# Анкрич, Ли
Ли Анкрич (англ. Lee Edward Unkrich, род. 8 августа 1967) — американский кинорежиссёр и монтажёр, лауреат премий «Оскар» (2011) и «Золотой глобус». Постоянный сотрудник компании Pixar, в которой начал работать в 1994 году.

## Карьера
Сорежиссёр таких коммерчески успешных проектов Pixar, как «История игрушек 2», «Корпорация монстров» и «В поисках Немо». В 2010 году состоялся дебют Анкрича в качестве режиссёра в мультфильме «История игрушек: Большой побег», за который он получил «Оскар» в номинации «Лучший анимационный полнометражный фильм». Ещё один «Оскар» в той же номинации Анкрич получил 4 марта 2018 года за картину «Тайна Коко».

## Фильмография
- 1991 — Шёлковые сети / Silk Stalkings (телесериал) — монтажёр, сорежиссёр
- 1995 — История игрушек / Toy Story — монтажёр
- 1998 — Приключения Флика / A Bug’s Life — монтажёр
- 1999 — История игрушек 2 / Toy Story 2 — монтажёр, сорежиссёр
- 2001 — Корпорация монстров / Monsters, Inc. — монтажёр, сорежиссёр
- 2003 — В поисках Немо / Finding Nemo — монтажёр, сорежиссёр
- 2006 — Тачки / Cars — монтажёр
- 2007 — Рататуй / Ratatouille — монтажёр
- 2010 — История игрушек: Большой побег / Toy Story 3 — режиссёр, соавтор сценария
- 2013 — Университет монстров / Monsters University — продюсер
- 2015 — Хороший динозавр / The Good Dinosaur — продюсер
- 2017 — Тайна Коко / Coco — режиссёр
- 2019 — История игрушек 4 / Toy Story 4 — автор сценария
- 2029 — Тайна Коко 2 / Coco 2 — режиссёр[3]